# Johanna von England (1272–1307)
Johanna von England, aufgrund ihres Geburtsortes auch Johanna von Akkon genannt (englisch Joan of Acre; * Frühjahr 1272 in Akkon; † 23. April 1307 in Clare Castle) war eine englische Königstochter.

## Herkunft und Kindheit
Johanna entstammte der Familie Plantagenet. Sie war eine jüngere Tochter des Königs Eduard I. von England und der Eleonore von Kastilien, einer Tochter des Königs Ferdinand III. von Kastilien. Sie wurde während des Kreuzzugs ihrer Eltern im Heiligen Land geboren. Im September 1272 verließen ihre Eltern Akkon und reisten über Italien zunächst in die südwestfranzösische Gascogne, ehe sie im August 1274 nach England zurückkehrten. Johanna blieb dagegen im Ponthieu, wo sie die ersten Lebensjahre bei ihrer Großmutter mütterlicherseits, Johanna von Dammartin, verbrachte. Ihre Großmutter starb 1279, worauf Johanna nach England kam.

## Geplante Heirat mit Hartmann von Habsburg
Angeregt durch seine Tante Margarete, die Mutter des französischen Königs, und seine eigene Mutter Eleonore hatte König Eduard I. seit 1277 Heiratsverhandlungen mit dem römisch-deutschen König Rudolf von Habsburg geführt. Margarete hatte es nicht verwunden, dass die Grafschaft Provence nach dem Tod ihres Vaters alleine an ihre Schwester Beatrix und deren Mann Karl von Anjou gefallen war. Papst Gregor X. hatte ein Heiratsbündnis zwischen Karl von Anjou und dem römisch-deutschen König vorgeschlagen, das Karls Stellung in der Provence und Norditalien weiter gefestigt hätte. Durch eine Heirat von Rudolfs Sohn Hartmann mit der englischen Königstochter Johanna erhofften sich Margarete und Eleonore eine diplomatische Annäherung zwischen ihrem Onkel Graf Philipp von Savoyen und den mit ihm verfeindeten Habsburgern. Im Gegenzug sollten der französische und der englische König die Kaiserkrönung von König Rudolf und die Krönung von Hartmann zum römisch-deutschen König unterstützen. Diese Pläne wurden aber nicht ausgeführt, da der neue Papst Nikolaus III., der ein Bündnis zwischen Ajou und Habsburg anstrebte, intervenierte. Dennoch versuchte Margarete von Frankreich in den nächsten Jahren weiterhin, Johanna mit Hartmann zu verheiraten, bis der Erbe des römisch-deutschen Königs im Dezember 1281 bei einem Bootsunfall ertrank.

## Erste Ehe
Im Mai 1283 stimmte König Eduard der Verlobung seiner Tochter mit Gilbert de Clare, 6. Earl of Gloucester zu. Der Earl of Gloucester war der mächtigste Magnat Englands, der nicht dem Königshaus angehörte, doch seine erste, gescheiterte Ehe mit Alice de Lusignan war noch nicht geschieden worden. Erst 1289 erhielt er für seine erneute Heirat einen päpstlichen Dispens, und am 30. April 1290 fand die Heirat des 46-jährigen Clare mit der 18-jährigen Johanna in Westminster Abbey statt. Gilbert de Clare hatte mit dem König einen Ehevertrag schließen müssen, nach dem seine beiden Töchter aus erster Ehe enterbt wurden und im Falle einer Kinderlosigkeit der Ehe mit Johanna Gilberts Ländereien an die potentiellen Kinder aus einer zweiten Ehe seiner Frau fallen würden. Außerdem musste er formal seinen Besitz dem König übergeben, der ihn dann nach der Hochzeit ihm und Johanna gemeinsam zurückgab. Johannas Kinder aus der Ehe mit Clare waren:
- Gilbert de Clare, 7. Earl of Gloucester (* 4. Mai 1291; † gefallen am 24. Juni 1314 in der Schlacht von Bannockburn);
- Eleanor de Clare (1292–1337), ⚭ (1) Hugh le Despenser (1286–1326 exekutiert); ⚭ (2) William la Zouche, 1. Baron Zouche of Mortimer († 1337);
- Margaret de Clare (1292–April 1342), ⚭ (1) Piers Gaveston, 1. Earl of Cornwall, († 1312); ⚭ (2) Hugh de Audley, 1. Baron Audley († 1347), 1337 zum Earl of Gloucester ernannt;
- Elizabeth de Clare (* 16. September 1295; † 4. November 1360), ⚭ (1) John de Burgh of Ulster († 1313); ⚭ (2) Theobald de Verdon, 2. Baron Verdon (1278–1316); ⚭ (3) Roger Damory, Lord Damory († 1322).

Gilbert de Clare starb Ende 1295. Gemäß dem Ehevertrag musste sich Johanna nun nicht mit einem Wittum zufriedengeben, sondern blieb selbst Besitzerin und Verwalterin der Güter ihres verstorbenen Mannes. Sie huldigte am 20. Januar 1296 ihrem Vater und konnte damit den Besitz ihres Mannes übernehmen.

## Zweite Ehe
Johannas Vater, König Eduard I., plante, die reiche Witwe mit Graf Amadeus von Savoyen zu verheiraten. Im Januar 1297 heiratete Johanna jedoch in aller Heimlichkeit und ohne die Zustimmung ihres Vaters einzuholen Ralph de Monthermer, einen Ritter aus ihrem Haushalt. Nachdem ihr Vater von ihren Heiratsplänen erfahren hatte, beschlagnahmte er im Januar ihre Güter, um die Heirat zu verhindern. Nachdem Johanna ihren Vater unterrichtet hatte, dass die Heirat bereits vollzogen war, ließ der König Monthermer umgehend in Bristol Castle in einen Kerker werfen. Als aber Johannas Schwangerschaft sichtbar wurde, konnte sie ihren Vater im August 1297 dazu bewegen, ihren Ehemann freizulassen. Das Paar wurde in Gnaden wieder am königlichen Hof aufgenommen, erhielt bis auf die Honour of Tonbridge den Besitz zurück und Monthermer konnte, zum Earl of Gloucester erhoben, die Vormundschaft für Johannas ältesten Sohn übernehmen. Ihr Mann nahm an zahlreichen Feldzügen während der schottischen Unabhängigkeitskriege teil, weshalb der König ihnen im November 1301 auch die Honour of Tonbridge zurückerstattete. Johanna verwaltete den umfangreichen Besitz der Familie Clare, der zu den reichsten in England gehörte, weitgehend selbst und führte bedeutende Verbesserungen in der Verwaltung durch. Ihre Kinder aus der Ehe mit Monthermer waren:
- Mary de Monthermer (* Oktober 1297), ⚭ Duncan, 9. Earl of Fife († 1353)
- Joan de Monthermer, Nonne in Amesbury Abbey
- Thomas de Monthermer, 2. Baron Monthermer (* 4. Oktober 1301; † am 24. Juni 1340 in der Schlacht von Sluys)
- Edward de Monthermer († 3. Februar 1340)

## Tod
Johanna starb wenige Monate vor ihrem Vater am 23. April 1307 in Clare in Suffolk, wo sie in der Augustinerpriorei bestattet wurde. Mit ihrem Tod verlor ihr Mann Monthermer die Rechte an ihren Besitzungen, die unter königliche Verwaltung fielen. Ihr Bruder, König Eduard II., übergab ihrem Sohn Gilbert, obwohl er noch minderjährig war, im Frühjahr 1308 sein Erbe.